# Résolution 102 du Conseil de sécurité des Nations unies
Membres permanents
- Chine (Taïwan)
- États-Unis
- France
- Royaume-Uni
- URSS

Membres non permanents
- Chili
- Colombie
- Danemark
- Grèce
- Libye
- Pakistan

Résolution no 101 Résolution no 103
La résolution 102 du Conseil de sécurité des Nations unies est une résolution du Conseil de sécurité des Nations unies adoptée le 3 décembre 1953.
Cette résolution, la quatrième de l'année 1953, relative à la Cour internationale de justice, recommande que l'assemblée générale détermine comme suit les conditions que le Japon doit remplir pour devenir partie à la Cour internationale de justice :
- le Japon deviendra partie au statut à la date ou il remettra dans les mains du secrétaire général un instrument signé du gouvernement du Japon qui énoncera :
  - l'acceptation des statuts de la Cour internationale de justice,
  - l'acceptation des obligations qui incombent à un membre des Nations unies,
  - l'engagement de verser une contribution équitable.

La résolution a été adoptée par 10 voix pour avec 1 abstention.
L'abstention est celle de l'Union des républiques socialistes soviétiques.

## Texte
- Résolution 102 sur fr.wikisource.org
- Résolution 102 sur en.wikisource.org